# Marshall megye (Nyugat-Virginia)
Marshall megye az Amerikai Egyesült Államokban, azon belül Nyugat-Virginia államban található. Megyeszékhelye és legnagyobb városa Moundsville. Lakosainak száma 30 591 fő (2020. április 1.). Marshall megye Greene, Washington, Wetzel, Monroe, Belmont és Ohio megyékkel határos.

## Népesség
A megye népességének változása:
| Lakosok száma | 33 064 | 32 876 | 32 685 | 32 459 | 31 978 | 30 591 |
|               | 2010   | 2011   | 2012   | 2013   | 2015   | 2020   |